# Apium commersonii
Apium commersonii är en flockblommig växtart som beskrevs av Augustin Pyrame de Candolle. Apium commersonii ingår i släktet sellerier, och familjen flockblommiga växter. Inga underarter finns listade i Catalogue of Life.